# أنثيا تورنر
أنثيا تورنر (بالإنجليزية: Anthea Turner) هي كاتِبة وصحفية ومقدمة تلفزيونية بريطانية، ولدت في 25 مايو 1960 في ستوك أون ترينت في المملكة المتحدة.

## وصلات خارجية
- أنثيا تورنر على موقع IMDb (الإنجليزية)
- أنثيا تورنر على موقع ميوزك برينز (الإنجليزية)
- أنثيا تورنر على موقع إن إن دي بي (الإنجليزية)
- أنثيا تورنر على موقع قاعدة بيانات الفيلم (الإنجليزية)